# Gaspar da Cruz
Gaspar da Cruz (c. 1520 - 5 de febrero de 1570; a veces también conocido bajo una versión hispanizada de su nombre, Gaspar de la Cruz) fue un portugués Dominicano fraile nacido en Évora, que viajó a Asia y escribió uno de los primeros relatos europeos detallados sobre China.

## Biografía
Gaspar da Cruz fue admitido en el convento de Azeitão de la [[Orden Dominicana|Orden de Predicadores (Orden Dominicana)]. En 1548, junto con otros 10 frailes. Gaspar da Cruz se embarcó hacia la India portuguesa bajo las órdenes de Fray Diogo Bermudes, con el propósito de fundar una misión dominicana en Oriente. Durante seis años, Cruz permaneció en el Indostán, probablemente en Goa, Chaul y Kochi, ya que su orden había establecido un asentamiento allí. Durante este tiempo también visitó la Ceilán portuguesa.
En 1554, Cruz estuvo en Malaca, donde fundó una casa bajo su orden, y vivió allí hasta septiembre de 1555. Luego fue enviado a Camboya. Dado el fracaso de la misión camboyana, a finales de 1556, Cruz fue a Lampacao, una pequeña isla en la bahía de Guangzhou, seis leguas al norte de la isla Shangchuan (Sanchão). En ese momento, la isla de Lamapacao era un puerto para el comercio con los chinos. En Lampacao, pudo obtener un permiso para ir a Cantón, y pasó un mes predicando allí.
En 1557, Cruz regresó a Malaca.
En 1560, Cruz se dirigió a la isla de Ormuz, donde prestó apoyo a los soldados del fuerte portugués. Probablemente regresó a la India unos 3 años después, aunque no hay registros definitivos de este período. Es probable que Cruz regresara a Portugal en 1565, y que volviera a Lisboa en 1569, donde se documentó que ayudó a las víctimas de la peste bubónica. Más tarde regresó a su convento de Setúbal, donde murió de peste el 5 de febrero de 1570.

## Tratado de China

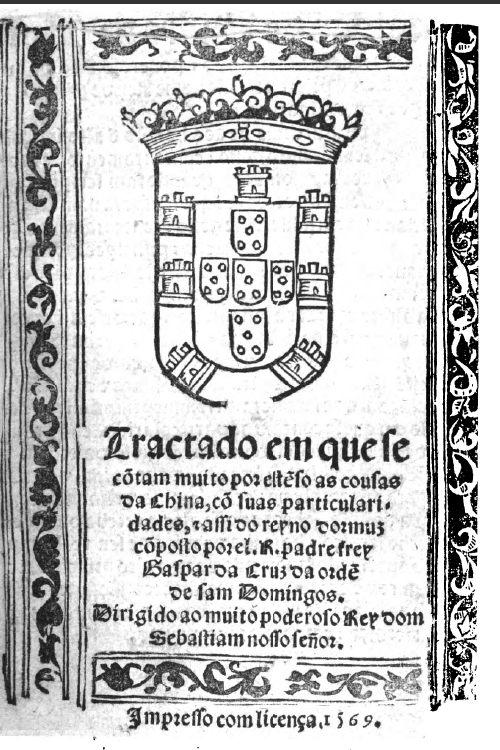
La portada del Tratado de Gaspar da Cruz

El libro de Cruz, Tratado das cousas da China (Tratado sobre las cosas chinas) fue publicado por André de Burgos, de Évora, en 1569. El título completo, en la ortografía original, era Tractado em que se cõtam muito por estẽso as cousas da China. A menudo se lo describe como el primer libro europeo cuyo tema principal fue China; En cualquier caso, es uno de los primeros libros indiscutibles sobre China publicados en Europa desde el de Marco Polo.
El libro también contiene relatos de Camboya y Ormuz.

### Influencia
Según la evaluación de Donald F. Lach, el libro de Cruz en sí no se distribuyó ampliamente en Europa, ya sea porque se publicó en portugués (en lugar de en algún idioma más hablado), o porque apareció en el año de la peste. No obstante, el libro de Cruz, al menos indirectamente, jugó un papel clave en la formación de la visión europea de China en el siglo XVI, junto con el relato anterior y más breve de Galeote Pereira (1565). Tratado de Cruz (junto con la cobertura anterior de João de Barros sobre China en sus Decadas) fue la principal fuente de información para el Discourso ... de las grandezas del Reino de la China (1577) de Bernardino de Escalante, y una de las principales fuentes para la mucho más famosa y ampliamente traducida Historia del grande y poderoso reino de China compilada por Juan González de Mendoza en 1585.
Mientras que las obras de Escalante y Mendoza fueron traducidas a muchos idiomas europeos en pocos años después de la aparición del original en español (las versiones en inglés se publicaron en 1579 y 1588, respectivamente), el texto de Cruz sólo apareció en inglés en 1625, en Purchas his Pilgrimes de Samuel Purchas, e incluso entonces sólo en forma abreviada, como A Treatise of China and the adjoining countries, written by Gaspar da Cruz a Fraile dominico, y dedicado a Sebastián, rey de Portugal: aquí abreviado. Para entonces su informe había sido reemplazado no sólo por el célebre tratado de Mendoza, sino también por el trabajo mucho más informado de Matteo Ricci y Nicolas Trigault, De Christiana expeditione apud Sinas (latín 1616; compendio inglés, en la misma colección de Purchas de 1625).

### Lengua y escritura chinas
Al leer el Tratado de Gaspar da Cruz, uno tiene la impresión de que, a partir de 1555, la comunicación entre portugueses y chinos se lograba principalmente gracias a la existencia de algunos chinos capaces de hablar portugués, en lugar de lo contrario. Su libro menciona varias veces a intérpretes chinos que trabajaban con portugueses, pero nunca a un portugués que hablara o leyera chino (no es muy diferente de la situación que se daba en los relatos de la expedición del colega español de Da Cruz, Martín de Rada, a Fujian en 1575). Los portugueses, por supuesto, sí conocían algunas palabras y expresiones comunes chinas: el libro de Da Cruz contiene, por ejemplo, los títulos de varios funcionarios o la palabra "cha" ("Historia del té").
Sin embargo, Da Cruz sentía curiosidad por el sistema de escritura chino y realizó un breve informe sobre él, que John DeFrancis ha descrito como "el primer relato occidental de la fascinante y diferente escritura china".

### Esclavitud
Uno de los principales irritantes en las primeras relaciones chino-portuguesas fue la proclividad de los portugueses a esclavizar a los niños chinos y llevarlos a varias colonias portuguesas, o al propio Portugal. Aunque este tráfico era de una escala mucho menor que el del comercio de esclavos del Atlántico, que proveía de millones de esclavos africanos al Brasil portugués]], fue un factor que contribuyó al fracaso de la embajada de Tomé Pires en 1521, cuando, en palabras de un investigador posterior, muchos residentes de Cantón descubrieron que "muchos de sus hijos, a quienes habían dado en prenda a sus acreedores, habían sido secuestrados por" Simão de Andrade "y llevados para convertirlos en esclavos".
Gaspar da Cruz conocía este comercio y, como su libro (Capítulo XV) implica, había oído hablar de los intentos de los esclavistas portugueses de justificar sus acciones alegando que simplemente habían estado comprando niños que ya eran esclavos mientras estaban en China. Da Cruz describió la situación de la esclavitud en China como él la veía. Según él, las leyes de China permitían a las viudas empobrecidas vender a sus hijos; sin embargo, las condiciones en las que los niños o niñas vendidos como esclavos podían ser mantenidos estaban reguladas por la ley y la costumbre, y al llegar a cierta edad tenían que ser entregados a sus padres.

### El castigo de Dios por los pecados
En el primer párrafo del último capítulo (XXIX) de su libro, Cruz critica severamente "una abominación inmunda, que consiste en que son tan dados al pecado maldito de la vicio antinatural, que de ninguna manera es reprobado entre ellos". El resto del capítulo, titulado "De algunos castigos de Dios que recibieron los chinos en el año cincuenta y seis", analiza el terremoto de Shaanxi de 1556 y ciertas inundaciones del mismo año, que da Cruz considera un castigo de Dios por "este pecado".